# Symplocarpus foetidus
Symplocarpus foetidus, wie manche andere Arten auch Stinkkohl (englisch skunk cabbage) genannt, ist eine Pflanzenart aus der Gattung Symplocarpus innerhalb der Familie der Aronstabgewächse (Araceae). Sie wächst in Sumpfgebieten in Nordamerika. Sie gehört zu den Frühblühern.

## Trivialnamen
Entsprechend ihrem Geruch werden einige Trivialnamen verwendet:
Stinktierkohl, aber auch Drachenkraut, Stinkende Drachenwurz oder Kugelkolben; engl.: eastern skunk cabbage, swamp cabbage, clumpfoot cabbage, meadow cabbage, foetid pothos, polecat weed, in Quebec: chou puant.

## Beschreibung

### Vegetative Merkmale
Symplocarpus foetidus wächst als vorsommergrüne, ausdauernde, krautige Pflanze und erreicht Wuchshöhen bis zu 70 Zentimetern. Als Speicher- und Überdauerungsorgan dient eine unterirdische Knolle mit Durchmessern von bis zu 30 Zentimetern. Die endständige Sprossknospe entspringt einer Schuppe.
Erst nach der Blütezeit werden die Laubblätter ausgebildet. Die Laubblätter sind 40–55 Zentimeter lang und 30–40 Zentimeter breit.

### Generative Merkmale
Der Blütenstand hat den typischen Aufbau von Araceae und besteht aus Spatha und Kolben. Die Spatha umhüllt den Kolben und ist 10–15 Zentimeter lang sowie purpurfarben gesprenkelt. Die Blüten sitzen an einem Kolben mit 5–10 Zentimeter Länge. Es sind vier Staubblätter vorhanden
Die harten Samen sind erbsengroß und kugelig.

## Ökologie
Wenn Pflanzenteile beschädigt werden, verströmen sie einen stechenden Geruch, der dieser Pflanzenart ihren Namen gegeben hat. Die Pflanze ist bei Berührung nicht giftig. Der Aasgeruch der Blüten lockt die bestäubenden Insekten an, vor allem Aasfliegen, Steinfliegen der Familie Nemouridae und Bienen. Der Geruch der Blätter dürfte auch zur Abschreckung von Pflanzenfressern dienen.
Symplocarpus foetidus ist bekannt für seine Fähigkeit, Temperaturen bis zu 15–35 °C (27–63 °F) über der umgebenden Temperatur zu erzeugen. Diese Temperaturerhöhung erreicht er durch cyanid-resistente Atmung (einen besonderen, alternativen Elektronentransportweg, der bei Pflanzen und vielen Hefen vorkommt), wodurch sich die Pflanze ihren Weg durch gefrorenen Schlamm und Eis bahnt. Damit gehört er zu einer kleinen Gruppe wärmeerzeugender Pflanzen. Selbst unter winterlichen Bedingungen wird die Pflanze daher erfolgreich von frühen Insekten bestäubt. Vor allem die Aasfliegen dürften zusätzlich durch die Wärme angezogen werden.
Der Stinkkohl hat kontrahierende Wurzeln, die sich zusammenziehen, nachdem sie in den Boden gewachsen sind und die Pflanze tiefer in den Boden ziehen. Es ist fast unmöglich, eine ältere Pflanze auszugraben.
Die Samen fallen zu Boden und werden durch Tiere oder Überschwemmungen ausgebreitet.

## Verbreitung und Gefährdung
Symplocarpus foetidus ist in Nordamerika von Nova Scotia und dem südlichen Québec westlich bis Minnesota und südlich bis North Carolina und Tennessee weitverbreitet. In Tennessee gilt Symplocarpus foetidus als „gefährdet“.

## Taxonomie
Die Erstveröffentlichung von Symplocarpus foetidus erfolgte durch Richard Anthony Salisbury. Synonyme für Symplocarpus foetidus Salisb. sind: Dracontium foetidum L., Spathyema foetida (L.) Raf., Pothos foetidus (L.) Aiton, Ictodes foetidus (L.) Bigelow, Pothos putorii Barton, Spathyema angusta Raf., Spathyema lanceolata Raf., Spathyema latifolia Raf., Symplocarpus foetidus f. variegatus Otsuka.
Das Artepitheton foetidus bedeutet „stinkend“.

## Galerie

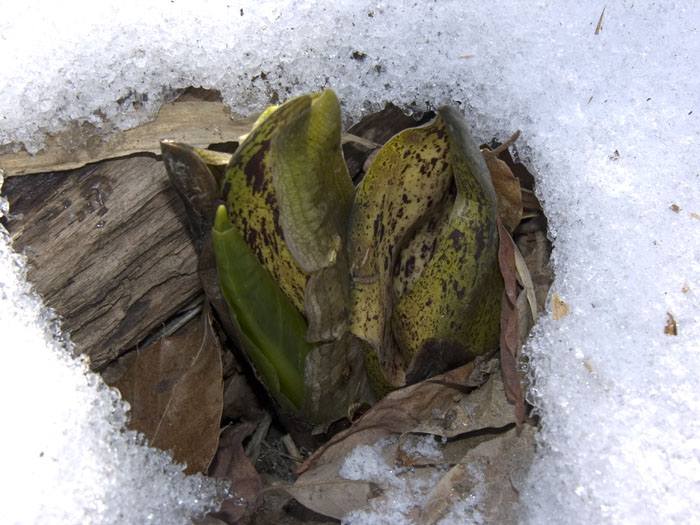
Symplocarpus foetidus schmilzt ein Loch in den Schnee
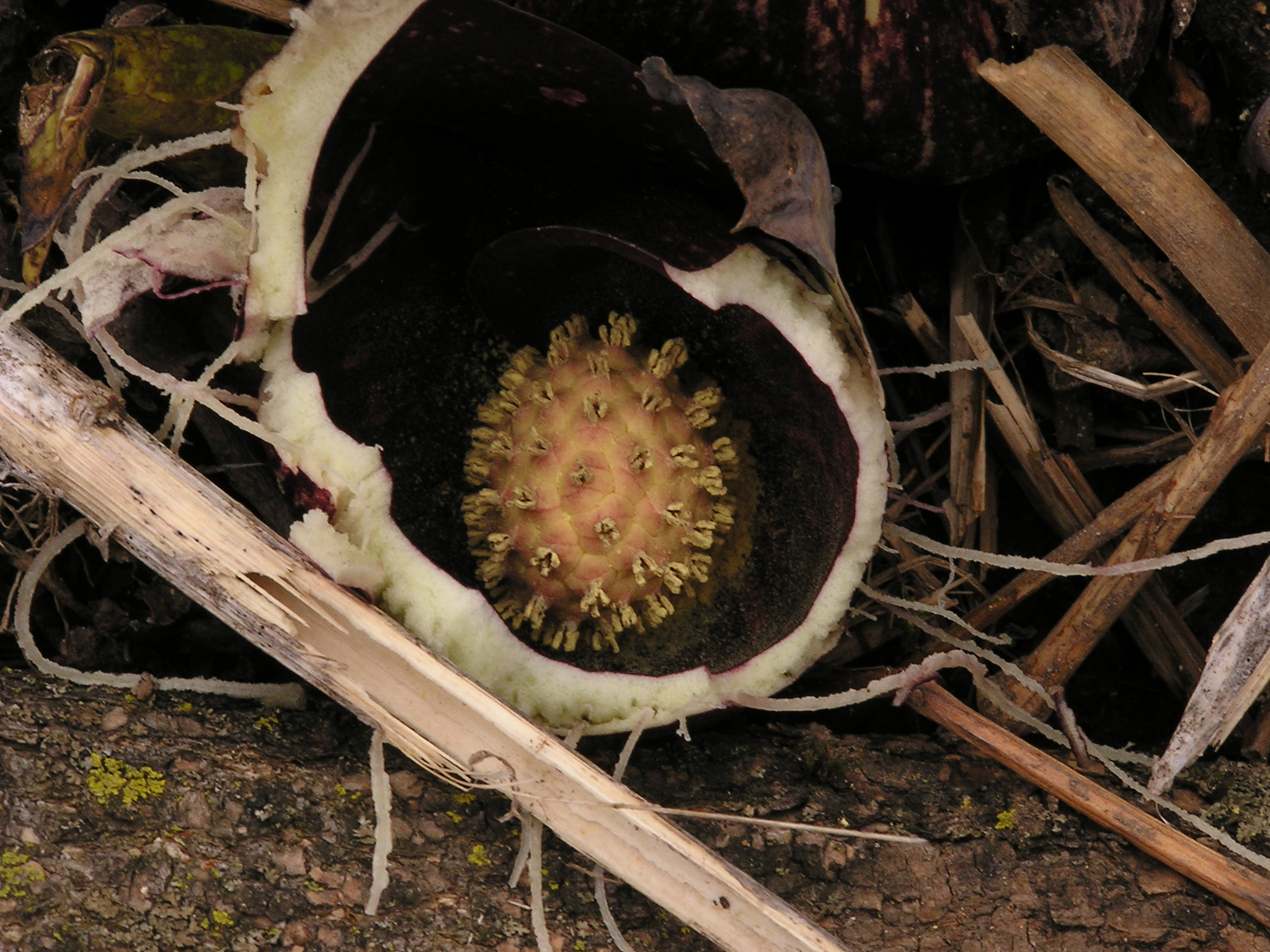
Aufgeschnittene Spatha und Blütenkolben im Inneren
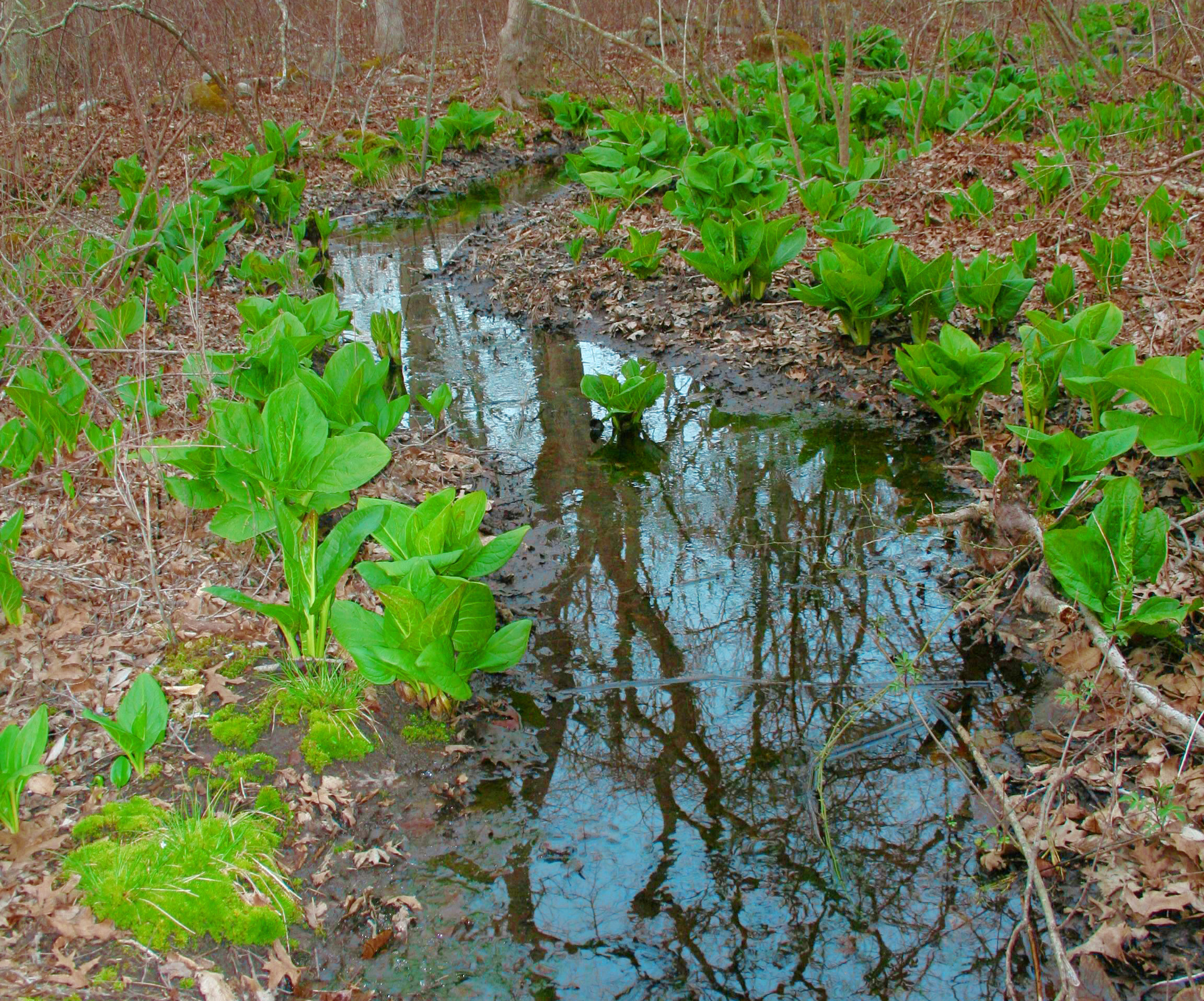
Frühlingsaustrieb an einem Bach
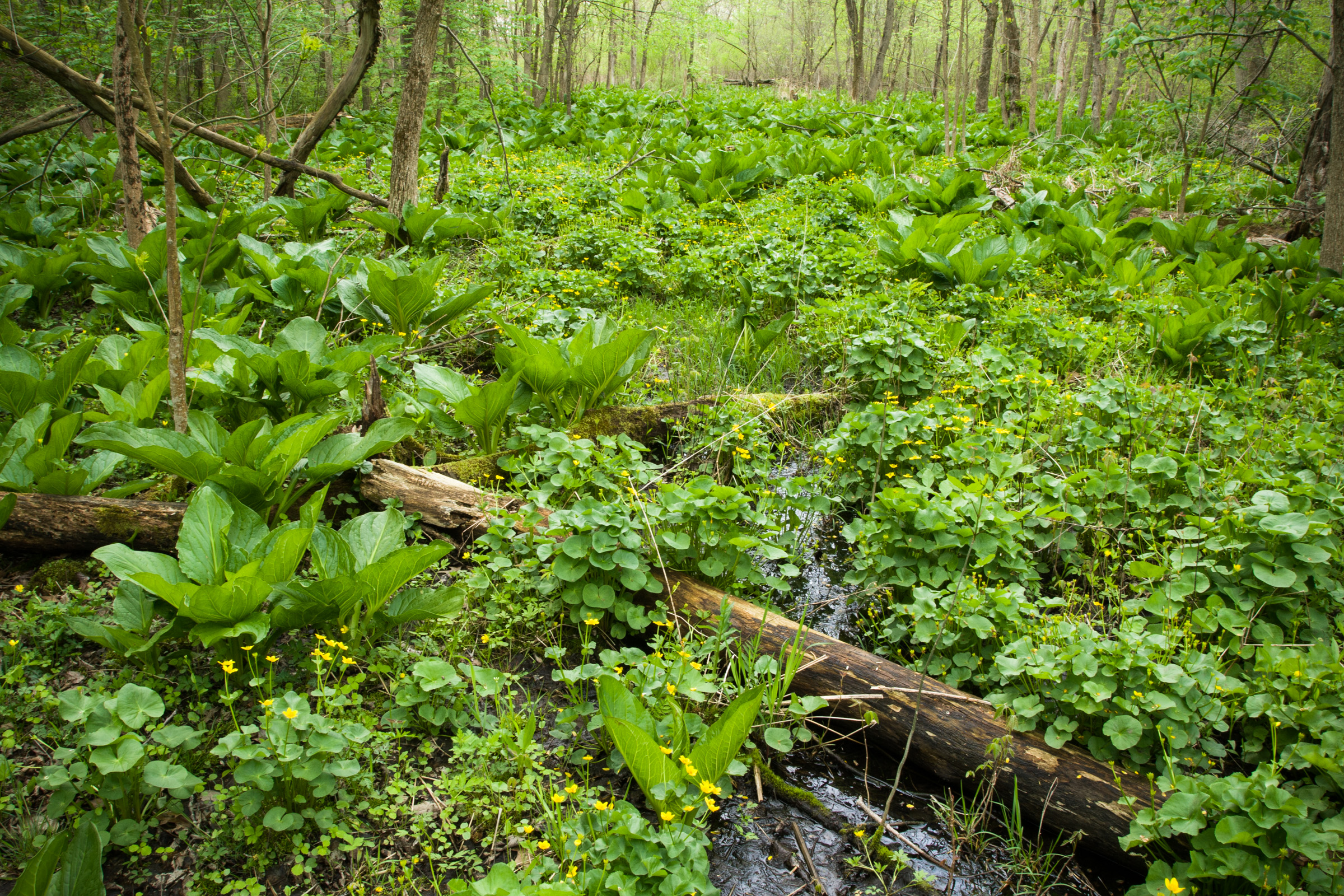
Habitat von Symplocarpus foetidus und blühende Sumpfdotterblume (Caltha palustris)

## Nutzung
Im 19. Jahrhundert führte das amerikanische Arzneibuch den „Eastern Skunk Cabbage“ als Droge "dracontium" auf. Sie wurde in der Behandlung von Atemwegserkrankungen, Nervenleiden, Rheuma und Ödemen eingesetzt. In Nordamerika und Europa wird Skunk Cabbage gelegentlich in Wassergärten angepflanzt. Amerikanische Indianer nutzten Symplocarpus foetidus als Medizin, Gewürz und magisches Amulett. Während Symplocarpus foetidus roh nicht essbar ist, weil die Blätter zu Verbrennungen der Schleimhäute führen können und die Wurzel giftig ist, können getrocknete Blätter in Suppen und Eintöpfen Verwendung finden.